# Cortiho orgán

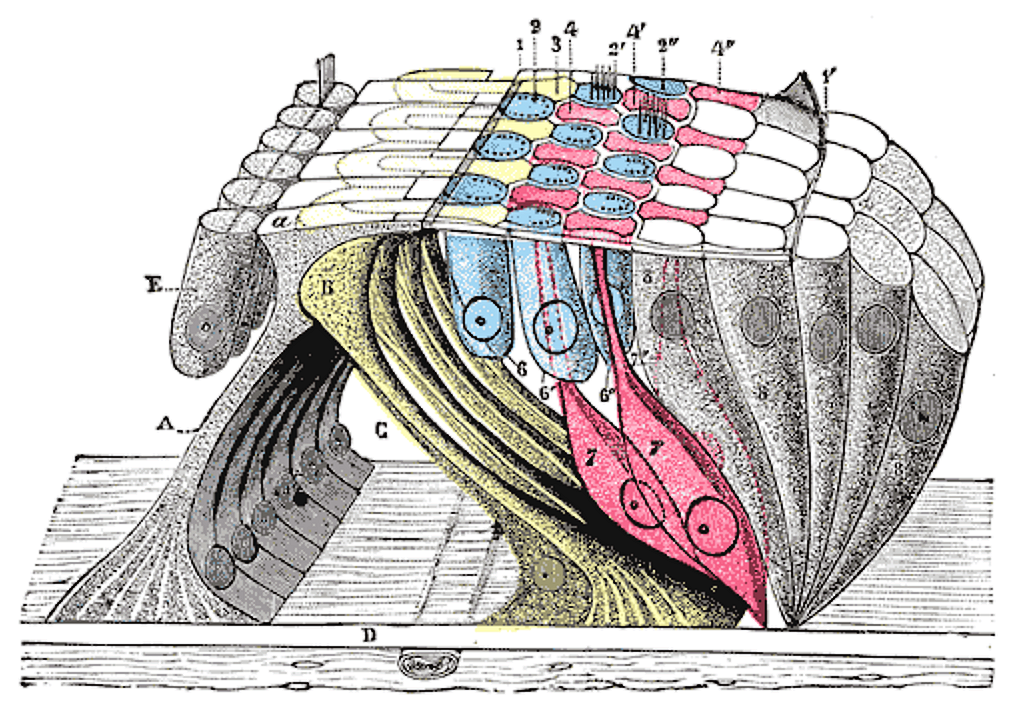
Mikroskopický pohled na Cortiho orgán

Cortiho orgán (latinsky organum spirale) je soubor struktur v přepážce hlemýždě vnitřního ucha. Orgán je nazván po italském anatomovi Alfonsovi Cortim (1822–1876)
Nejdůležitější součástí jsou vláskové buňky (sluchové receptory), v nichž dochází k převodu mechanické energie zvukových vln na elektrický signál. Ten je z vláskových buněk předáván transmiterem na vlákna sluchového nervu.

## Biofyzika slyšení

Princip tonotopického vnímání ve vnitřním uchu

Bazilární membrána Cortiho orgánu, která je na schematickém obrázku žlutě, má malou šířku na začátku hlemýždě a směrem ke konci hlemýždě se rozšiřuje. Je-li do prostoru vnitřního ucha přivedeno akustické vlnění, dochází k přenosu mechanické energie z tekutiny (tzv. perilymfy) mimo jiné i na bazilární membránu a k jejímu rozkmitání. Množství energie, která přestoupí, však závisí na místních mechanických vlastnostech bazilární membrány. Pokud je frekvence akustického vlnění rovna rezonanční frekvenci malého úseku bazilární membrány, dochází v daném místě k velkému přenosu energie a tím k rozkmitání tohoto úseku bazilární membrány. Tento rozkmit je vnímán vláskovými buňkami, převeden na nervové impulzy a cestou VIII. hlavového nervu (nervus vestibulocochlearis) přenesen do mozku k dalšímu zpracování a vyhodnocení. Pokud se však frekvence akustického vlnění liší od rezonanční frekvence daného místa bazilární membrány, dochází jen k malému přenosu energie, bazilární membrána se rozkmitá jen nepatrně a nedochází ke vzniku nervového impulzu.